# Weende
Weende is een buurtschap in de gemeente Westerwolde in de Nederlandse provincie Groningen. 

## Geografie
De buurtschap ligt in een voormalige meander van de westzijde van de Ruiten Aa, tussen Vlagtwedde en Sellingen. Naast de buurtschap ligt een zandrug, waarop de essen (akkercomplexen) Noorderesch, Oosteresch en Lege Esch liggen. Iets zuidelijker ligt bij een tweede meander nog een akkercomplex: de Suirt(e) of Zoert ("zuiden").

## Naam
Weende wordt voor het eerst genoemd in een oorkonde in 1474. Voor de naamsherkomst zijn twee theorieën. Volgens de ene is het afgeleid van het Germaanse withini ("weideland"), hetgeen erop zou wijzen dat het een oud gehucht is, aangezien dit een (wijdverbreid) woord met een vroege oorsprong is. Volgens een andere theorie is het woord afgeleid van ween, wene, het Groningse woord voor wilg.

## Geschiedenis

### Buurtschap
Bij de oprichting van de marke in de 13e eeuw bestond Weende uit 6 erven. In de eerder genoemde oorkonde is mogelijk sprake van nog een zevende erf. Het dorp bestond in de 18e eeuw uit twee bewoningskernen, die beide langs de Weenderstraat lagen: een bij de Molenkampweg en een bij de huidige Rondweg. 
Na 1900 verrezen alleen nog een aantal huizen langs de Weenderstraat.

### Landbouw

#### Middeleeuwen
Het grootste deel van het gebied van de buurtschap bestond vroeger uit het Weenderveld: een heidegebied met kaarsrechte grenzen met omringende markes. Aan oostzijde lagen de eerder genoemde door houtwallen omringde essen en wat hooilanden langs de Ruiten Aa. Midden in het Weenderveld lag de es Molenkamp (betekenis mogelijk afgeleid van 'mollen'; "droge grond").

#### Ontginning
De marke werd in 1851 verdeeld tussen de toenmalige zeven 'waarsgerechtigden', waarna ontginningswegen werden aangelegd: de Bovennieuwlandsweg, Molenkampweg, Osseveldweg, Wijnbossenweg en Wolfslaagteweg (tegenwoordig Vloeiveldweg). In 1916 werd waterschap Weende-Jipsinghuizen opgericht en twee jaar later werd het Weende-Jipsinghuizenkanaal gegraven om de ontginning van het gebied te verbeteren. Hierdoor stegen echter de lasten van de ingelanden en omdat de lonen sterk waren gestegen waren ze niet in staat om een start met de ontginning te maken. 
Een deel van de percelen werd daarom voor symbolische prijzen overgedragen, omdat de eigenaren er liever vanaf wilden. De gemeentelijke ontginningsmaatschappij Vereenigde Groninger Gemeenten kocht vervolgens grote delen van het Weenderveld om deze tussen 1924 en 1931 met behulp van werkverschaffing te ontginnen. Een deel van dit gebied werd vervolgens verkocht aan de Hoogezandse Landbouw Maatschappij 'Cunrau', die het exploiteerde met behulp van bedrijfsleiders. De rest van dit gebied werd verdeeld over diverse nieuw gebouwde boerderijen. 
Het westelijke deel van de voormalige marke werd tussen 1904 en 1926 opgekocht door de Coöperatieve Aardappelmeelfabriek Musselkanaal om deze als vloeivelden te gebruiken. In 2020 werd hier het toen grootste zonnepark van Nederland aangelegd: Zonnepark Vlagtwedde met ruim 100 hectare zonnepanelen.

#### Ruilverkaveling en natuurontwikkeling
In de jaren 1960 werd het gebied grootschalig ruilverkaveld bij de ruilverkaveling Vlagtwedder Essen. Daarbij werd ook de Ruiten Aa gekanaliseerd. Bij de herinrichting tussen 1988 en 2012 werden deze percelen nog verder vergroot. Tegelijkertijd werd vanaf 1991 begonnen met het hermeanderen van de Ruiten Aa, maar dit gebeurde meer op basis van fantasie, dan op basis van de historische meanders. Rondom het Liefstinghsbroek werd de decennia de bouwvoor op diverse plekken afgegraven om hier natte heide te kunnen realiseren. Het gebied tussen de Weenderstraat en de Ruiten Aa werd onderdeel van Natura 2000-gebied. Hier werden eerdere verwijderde houtwallen hersteld en kruidenrijke graslanden en reservaatakkers aangelegd. 

### Liefstinghsbroek
Direct ten westen van de buurtschap lag het Liefstinghsbroek, een bosgebied, dat mogelijk het oudste van Groningen is (voor het eerst genoemd in 1590) en in 1823 vermoedelijk deels werd gekapt. In 1917 kocht burgemeester Schönefeld van Winschoten het restant van het bos om te voorkomen dat de daar groeiende zweedse kornoelje en andere zeldzame planten verloren zou gaan. Na zijn dood liet hij het na aan Natuurmonumenten. Sinds 2001 is het bos als enige in Westerwolde beschermd onder de Habitatrichtlijn en vervolgens ook als Natura 2000-gebied.

### Hillige Stoule
Bij de buurtschap ligt een perceel met de naam 'Hillige Stoule'. Volgens een verhaal verwijst deze naam naar een kuil waar in de late middeleeuwen tijdens processies door de pastoor om een zegen werd gevraagd voor de landbouw. In 2013 is deze kuil opnieuw aangelegd.